# Anton Hayne
Anton Hayne (17. ledna 1786 Kranj – 24. srpna 1853 Vídeň) byl rakouský veterinář a profesor.
Studoval v Lublani na Lékařsko-chirurgickém lyceu a pak od roku 1806 na Vídeňské medicínsko-chirurgické akademii (Josefinum) studoval chirurgii, kde v roce 1816 získal doktorát. V roce 1813 byl jmenován profesorem epidemiologie v Olomouci a v roce 1820 veterinářem pro Moravu. Od roku 1822 do 1852 byl profesorem na veterinární institutu ve Vídni a vedoucím lékařské kliniky.
Anton Hayne se také věnoval malířství, které studoval u Leopolda Lazera v Krani. Rád maloval krajinu a městská panoramata. Své obrazy vystavoval v roce 1828, 1835 a 1840 v Rakouské akademii výtvarného umění.

## Publikační činnost
- Die Seuchen der nutzbaren Haussäugetiere, 1836
- Handbuch der Krankheiten der Haustiere, 1844